# Tomás Alarcón
Tomás Alarcón Vergara, noto semplicemente come Tomás Alarcón (Rancagua, 19 gennaio 1999), è un calciatore cileno, difensore del Colo-Colo.

## Caratteristiche tecniche
È un difensore centrale.

## Carriera

### Club
Cresciuto nelle giovanili dell'O'Higgins, ha esordito in prima squadra il 13 agosto 2016 disputando l'incontro di campionato pareggiato 1-1 contro il Dep. Iquique.
Il 13 giugno 2021 viene acquistato dal Cadice.

### Nazionale
Il 6 settembre 2019 esordisce in nazionale maggiore nell'amichevole pareggiata 0-0 contro l'Argentina.

## Statistiche
Statistiche aggiornate al 14 giugno 2021.

### Cronologia presenze e reti in nazionale
| Cronologia completa delle presenze e delle reti in nazionale ― Cile | Cronologia completa delle presenze e delle reti in nazionale ― Cile | Cronologia completa delle presenze e delle reti in nazionale ― Cile | Cronologia completa delle presenze e delle reti in nazionale ― Cile | Cronologia completa delle presenze e delle reti in nazionale ― Cile | Cronologia completa delle presenze e delle reti in nazionale ― Cile | Cronologia completa delle presenze e delle reti in nazionale ― Cile | Cronologia completa delle presenze e delle reti in nazionale ― Cile |
| Data                                                                | Città                                                               | In casa                                                             | Risultato                                                           | Ospiti                                                              | Competizione                                                        | Reti                                                                | Note                                                                |
| ------------------------------------------------------------------- | ------------------------------------------------------------------- | ------------------------------------------------------------------- | ------------------------------------------------------------------- | ------------------------------------------------------------------- | ------------------------------------------------------------------- | ------------------------------------------------------------------- | ------------------------------------------------------------------- |
| 6-9-2019                                                            | Los Angeles                                                         | Cile                                                                | 0 – 0                                                               | Argentina                                                           | Amichevole                                                          | -                                                                   | 55’                                                                 |
| 27-3-2021                                                           | Rancagua                                                            | Cile                                                                | 2 – 1                                                               | Bolivia                                                             | Amichevole                                                          | -                                                                   |                                                                     |
| 4-6-2021                                                            | Santiago del Estero                                                 | Argentina                                                           | 1 – 1                                                               | Cile                                                                | Qual. Mondiali 2022                                                 | -                                                                   | 86’                                                                 |
| 14-6-2021                                                           | Rio de Janeiro                                                      | Argentina                                                           | 1 – 1                                                               | Cile                                                                | Coppa America 2021 - 1º turno                                       | -                                                                   | 85’                                                                 |
| 18-6-2021                                                           | Cuiabá                                                              | Cile                                                                | 1 – 0                                                               | Bolivia                                                             | Coppa America 2021 - 1º turno                                       | -                                                                   | 77’                                                                 |
| 21-6-2021                                                           | Cuiabá                                                              | Uruguay                                                             | 1 – 1                                                               | Cile                                                                | Coppa America 2021 - 1º turno                                       | -                                                                   | 81’                                                                 |
| 24-6-2021                                                           | Brasilia                                                            | Cile                                                                | 0 – 2                                                               | Paraguay                                                            | Coppa America 2021 - 1º turno                                       | -                                                                   |                                                                     |
| 5-9-2021                                                            | Quito                                                               | Ecuador                                                             | 0 – 0                                                               | Cile                                                                | Qual. Mondiali 2022                                                 | -                                                                   | 79’                                                                 |
| 11-11-2021                                                          | Asunción                                                            | Paraguay                                                            | 0 – 1                                                               | Cile                                                                | Qual. Mondiali 2022                                                 | -                                                                   | 78’                                                                 |
| 6-6-2022                                                            | Daejeon                                                             | Corea del Sud                                                       | 2 – 0                                                               | Cile                                                                | Amichevole                                                          | -                                                                   | 68’                                                                 |
| 10-6-2022                                                           | Kobe                                                                | Cile                                                                | 0 – 2                                                               | Tunisia                                                             | Kirin Cup                                                           | -                                                                   | 59’                                                                 |
| 14-6-2022                                                           | Suita                                                               | Cile                                                                | 0 – 0 (1– 3 dtr)                                                    | Ghana                                                               | Kirin Cup                                                           | -                                                                   |                                                                     |
| Totale                                                              |                                                                     | Presenze                                                            | 12                                                                  |                                                                     | Reti                                                                | 0                                                                   |                                                                     |

| Cronologia completa delle presenze e delle reti in nazionale ― Cile under 20 | Cronologia completa delle presenze e delle reti in nazionale ― Cile under 20 | Cronologia completa delle presenze e delle reti in nazionale ― Cile under 20 | Cronologia completa delle presenze e delle reti in nazionale ― Cile under 20 | Cronologia completa delle presenze e delle reti in nazionale ― Cile under 20 | Cronologia completa delle presenze e delle reti in nazionale ― Cile under 20 | Cronologia completa delle presenze e delle reti in nazionale ― Cile under 20 | Cronologia completa delle presenze e delle reti in nazionale ― Cile under 20 |
| Data                                                                         | Città                                                                        | In casa                                                                      | Risultato                                                                    | Ospiti                                                                       | Competizione                                                                 | Reti                                                                         | Note                                                                         |
| ---------------------------------------------------------------------------- | ---------------------------------------------------------------------------- | ---------------------------------------------------------------------------- | ---------------------------------------------------------------------------- | ---------------------------------------------------------------------------- | ---------------------------------------------------------------------------- | ---------------------------------------------------------------------------- | ---------------------------------------------------------------------------- |
| 17-1-2019                                                                    | Rancagua                                                                     | Cile under 20                                                                | 1 – 1                                                                        | Bolivia under 20                                                             | Sudamericano Sub-20 2019 - 1º turno                                          | -                                                                            |                                                                              |
| 19-1-2019                                                                    | Rancagua                                                                     | Cile under 20                                                                | 1 – 2                                                                        | Venezuela under 20                                                           | Sudamericano Sub-20 2019 - 1º turno                                          | 1                                                                            | 4’ (rig.) 6’                                                                 |
| 23-1-2019                                                                    | Rancagua                                                                     | Cile under 20                                                                | 1 – 0                                                                        | Brasile under 20                                                             | Sudamericano Sub-20 2019 - 1º turno                                          | -                                                                            |                                                                              |
| 25-1-2019                                                                    | Rancagua                                                                     | Cile under 20                                                                | 0 – 1                                                                        | Colombia under 20                                                            | Sudamericano Sub-20 2019 - 1º turno                                          | -                                                                            | 50’                                                                          |
| Totale                                                                       |                                                                              | Presenze                                                                     | 4                                                                            |                                                                              | Reti                                                                         | 1                                                                            |                                                                              |